# Révolte de Zeïtoun (1862)
Ne doit pas être confondu avec Résistance de Zeïtoun.
Mouvement de libération nationale arménien
Batailles
- Résistance de Zeïtoun (1895-1896)
- Résistance de Zeïtoun (1915)

La première révolte de Zeïtoun est un soulèvement d'autodéfense survenu en août 1862 opposant les montagnards arméniens de Zeïtoun (actuelle Süleymanlı près de Kahramanmaraş, dans le sud de l'Anatolie) aux forces envoyées contre eux par les autorités de l'Empire ottoman.

## Contexte
Au XIXe siècle, les Arméniens de l'Empire ottoman constituent une communauté (millet) dotée d'une certaine autonomie. Le Hatt-i Sharif (édit impérial) de 1839 leur reconnaît une égalité de principe avec les musulmans, même si ces derniers détiennent la réalité du pouvoir. Le 24 mai 1860, la Sublime Porte publie un Règlement de la nation arménienne qui étend les pouvoirs des institutions arméniennes représentées par le Patriarcat arménien de Constantinople et par une Assemblée supérieure de 140 membres, en partie élus.
Les régions montagneuses du Taurus, peuplées d'Arméniens et de Turkmènes, avaient appartenu à l'ancien royaume arménien de Cilicie ; conquises par les Ottomans au XVIe siècle, elles avaient conservé une certaine liberté dans la province de Maraş (actuelle Kahramanmaraş, eyalet de Dulkadir). Les libertés traditionnelles des Arméniens de Zeïtoun avaient été confirmées par le sultan Mahmoud II en 1833. En 1842, ils étaient intervenus pour protéger leurs voisins, les Turkmènes de Tedgerlan.
La guerre de Crimée (1853-1856), opposant l'Empire ottoman à la Russie qui revendique un protectorat sur les minorités chrétiennes de l'Empire, entraîne une détérioration des relations entre musulmans et chrétiens ; la crise s'aggrave quand des réfugiés tcherkesses du Caucase russe, victimes de la répression russe au Caucase, sont réinstallés en Cilicie aux dépens des Arméniens.
En 1861, un certain Levon, se présentant comme descendant des princes normands d'Antioche et des rois arméniens de Cilicie, demande à Napoléon III de reconnaître une principauté autonome des Arméniens de Cilicie, comme il l'a fait pour les maronites libanais avec le Moutassarifat du Mont-Liban ; sa demande reste sans suite.

## Révolte

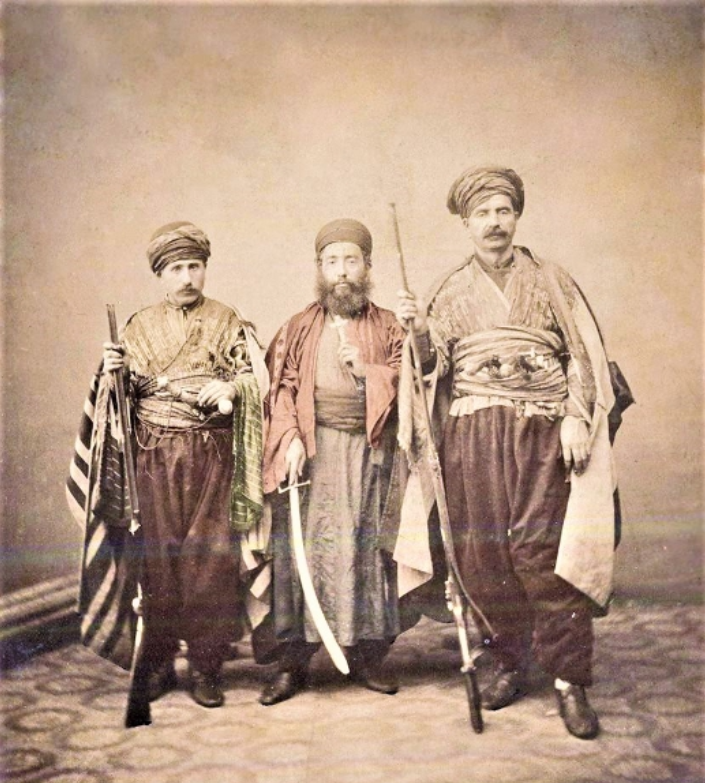
Meneurs de la rébellion de 1862 en novembre : Nestor Ghazaros Ichkhanabet Shorvoghluyan, Kahana Der Movses Khatchouqentz et Yenidünya Astvadzadour Pasha.

En juillet 1862, des villages et monastères arméniens sont pillés par des émeutiers musulmans. À la même période, une dispute oppose le village arménien d'Alabash au village turc de Ketman. Cette dispute sert de prétexte au gouvernement central : il envoie une troupe de 40 000 hommes menée par Aziz Pacha (gouverneur d'Adana) qui rase Alabash puis se rend à Zeïtoun, pillant et détruisant les villages se situant sur sa route. Le 2 août 1862, elle assiège Zeïtoun, qui n'est défendue que par environ 5 000 hommes, majoritairement des Arméniens mais aussi des musulmans locaux, armés de vieux fusils à mèche. L'armée d'Aziz Pacha est défaite et cette victoire arménienne produit un fort retentissement. Les insurgés poursuivent les soldats jusqu'au Ceyhan et s'emparent d'une partie de leur armement.
La révolte de Zeïtoun provoque des réactions variées parmi les Arméniens de Constantinople. Les notables, dociles au pouvoir ottoman, désavouent les insurgés, alors que les ouvriers et artisans manifestent publiquement en leur faveur. La nouvelle se répand dans les communautés arméniennes d'Anatolie et de l'Empire russe qui organisent des collectes pour les insurgés.
Grâce au soutien d'un petit groupe d'intellectuels arméniens de Constantinople, un des chefs de Zeïtoun, Krikor Abardian, gagne clandestinement la France où il est reçu par Napoléon III ; l'empereur français, qui s'intéresse aux chrétiens d'Orient et au potentiel économique de la région, offre sa médiation. À la fin de 1863, une commission franco-ottomane arrive à Maraş et négocie un compromis : le sultan renonce aux représailles contre les habitants de Zeïtoun qui, en échange, acceptent de payer l'impôt et de recevoir une citadelle ottomane.

## Conséquences
La révolte de Zeïtoun est l'une des premières manifestations de la question arménienne sur la scène internationale. Elle est suivie par la deuxième révolte de Zeïtoun en 1895-1896.